# Wesz łonowa
Wesz łonowa, mendoweszka, menda (Pthirus pubis) – gatunek wszy należący do rodziny Pthiridae, pasożytujący na człowieku i powodujący chorobę wszawicę.
Samiec długości 1,3 mm, samica 1,5 mm. Szerokość od 0,8 mm do 1,0 mm. Są silnie spłaszczone grzbietowo-brzusznie. Samica składa około 50 jaj zwanych gnidami, które są mocowane specjalnym "cementem" u nasady włosa. Rozwój osobniczy trwa 13–16 dni.
Pasożytuje na skórze owłosionej, głównie w okolicy łonowej, także w pachwinach, pachach, na nogach, brzuchu, na klatce piersiowej, obserwowane są również na brwiach i rzęsach.
Badania ewolucyjne wszy łonowej i innych gatunków pasożytów są wykorzystywane do rekonstrukcji historii ewolucyjnej człowieka. Przy użyciu metody zwanej zegarem molekularnym szacuje się, że wesz łonowa wyewoluowała ok. 3,3 mln lat temu, a więc już kilka milionów lat po rozdzieleniu się linii ewolucyjnych gospodarzy jej przodków prowadzących do współczesnych goryli i ludzi. Przodkowie ludzi mieli już w tym czasie inny gatunek wszy, więc pojawienie się dwóch gatunków zajmujących podobną niszę ekologiczną zapewne wiąże się z utratą futra.